# Avstralija na Pesmi Evrovizije
Avstralija je na Pesmi Evrovizije nastopila prvič leta 2015, ko je s predstavnikom Guyom Sebastianom dosegla 5. mesto, leto kasneje pa je Dami Im  z 511 točkami zasedla 2. mesto.
Nastop Avstralije leta 2015 je bil sprva mišljen kot enkratni dogodek, z zamislijo, da bo prihodnje leto ponovno nastopila le v primeru zmage. Vendar so nastop na izboru leta 2016 potrdili novembra 2015. Avstralija je s tem prva država iz Oceanije, ki je nastopila na Pesmi Evrovizije (ter druga zunaj Evrazije, glede na to, da je leta 1980 na izboru nastopil Maroko).
Leta 2020 je bila Pesem Evrovizije odpovedana.

## Avstralski predstavniki
| Leto | Glasbenik          | Pesem                   | Finale               | Točke                | Polfinale            | Točke                |
| ---- | ------------------ | ----------------------- | -------------------- | -------------------- | -------------------- | -------------------- |
| 2015 | Guy Sebastian      | Tonight Again           | 5.                   | 196                  | Avtomatsko uvrščen   | Avtomatsko uvrščen   |
| 2016 | Dami Im            | Sound of Silence        | 2.                   | 511                  | 1.                   | 330                  |
| 2017 | Isaiah Firebrace   | Don't Come Easy         | 9.                   | 173                  | 6.                   | 160                  |
| 2018 | Jessica Mauboy     | We Got Love             | 20.                  | 99                   | 4.                   | 212                  |
| 2019 | Kate Miller-Heidke | Zero Gravity            | 9.                   | 284                  | 1.                   | 261                  |
| 2020 | Montaigne          | Don't Break Me          | (festival odpovedan) | (festival odpovedan) | (festival odpovedan) | (festival odpovedan) |
| 2021 | Montaigne          | Technicolour            | Brez finala          | Brez finala          | 14.                  | 28                   |
| 2022 | Sheldon Riley      | Not the Same            | 15.                  | 125                  | 2.                   | 243                  |
| 2023 | Voyager            | Promise                 | 9.                   | 151                  | 1.                   | 149                  |
| 2024 | Electric Fields    | One Milkali (One Blood) | Brez finala          | Brez finala          | 11.                  | 41                   |
| 2025 | Go-Jo              | Milkshake Man           | Brez finala          | Brez finala          | 11.                  | 41                   |